# Österreichischer Alpenklub
Der Österreichische Alpenklub (ÖAK) ist ein Verein leistungsstarker Bergsteiger und galt lange Zeit als sehr prestigeträchtig.

## Geschichte
Der Verein wurde am 6. Dezember 1878 in Wien gegründet. Einer der Gründer war Alfred von Pallavicini. Der Alpenklub besitzt nur eine Hütte – die Erzherzog-Johann-Hütte in der Großglocknergruppe und ist „Eigentümer“ von 114 m² Glockner-Gipfelfläche auf Tiroler Seite und des Gipfelkreuzes. 1894 wurde Otto Zsigmondy Präsident des Alpenklubs.
Wie schon der Österreichische Touristenklub (ÖTK) ein Jahr zuvor, führte der Österreichische Alpenklub gleichzeitig mit dem Österreichischen Gebirgsverein (ÖGV) 1921 den sogenannten „Arierparagraphen“ ein. Das bedeutete, dass der Alpenklub nur noch Mitglieder aufnahm, die weder jüdischen Glaubens noch jüdischer Abstammung waren.
Dem Verein gehören etwa 400 aktive und unterstützende Mitglieder an. Für die Aufnahme wird die Unterstützung zweier Mitglieder benötigt. Bedeutende Mitglieder des ÖAK waren Karl Prusik, Peter Aschenbrenner, Willo Welzenbach, Karl Wien, Rudolf Schwarzgruber, Willy Merkl, der Expeditionsleiter der Deutschen Nanga-Parbat-Expedition 1934, sowie Paul Bauer, der Gründer der Deutschen Himalaya-Stiftung. Ebenso Mitglied des ÖAK waren Hans Ertl und Hermann Buhl, dem 1953 die Erstbesteigung des Nanga Parbat gelang. Die Bergsportlerin und Geschäftsfrau Mizzi Langer-Kauba war ebenfalls Mitglied des ÖAK.
Der ÖAK nimmt am österreichischen Gegenrecht auf Hütten teil und ist Mitglied im VAVÖ.

## Bekannte Mitglieder (Auswahl)
- Demeter Diamantidi (1839–1893)
- Alfred von Pallavicini (1848–1886)
- Jeanne Immink (1853–1929)
- Heinrich Krempel (1860–1935)
- Otto Zsigmondy (1860–1917)
- Karl Diener (1862–1928)
- Oscar Schuster (1873–1917)
- Gustav Jahn (1879–1919)
- Alfred Horeschowsky (1895–1987)
- Paul Bauer (1896–1990)
- Karl Prusik (1896–1961)
- Willo Welzenbach (1899–1934)
- Willy Merkl (1900–1934)
- Rudolf Schwarzgruber (1900–1943)
- Peter Aschenbrenner (1902–1998)
- Karl Wien (1906–1937)
- Hans Ertl (1908–2000)
- Hermann Buhl (1924–1957)
- Richard Hoyer (1943–1969)
- Manfred Buchroithner (* 1950)
- Roland Stierle (* 1953)[7]